# Euro Domino

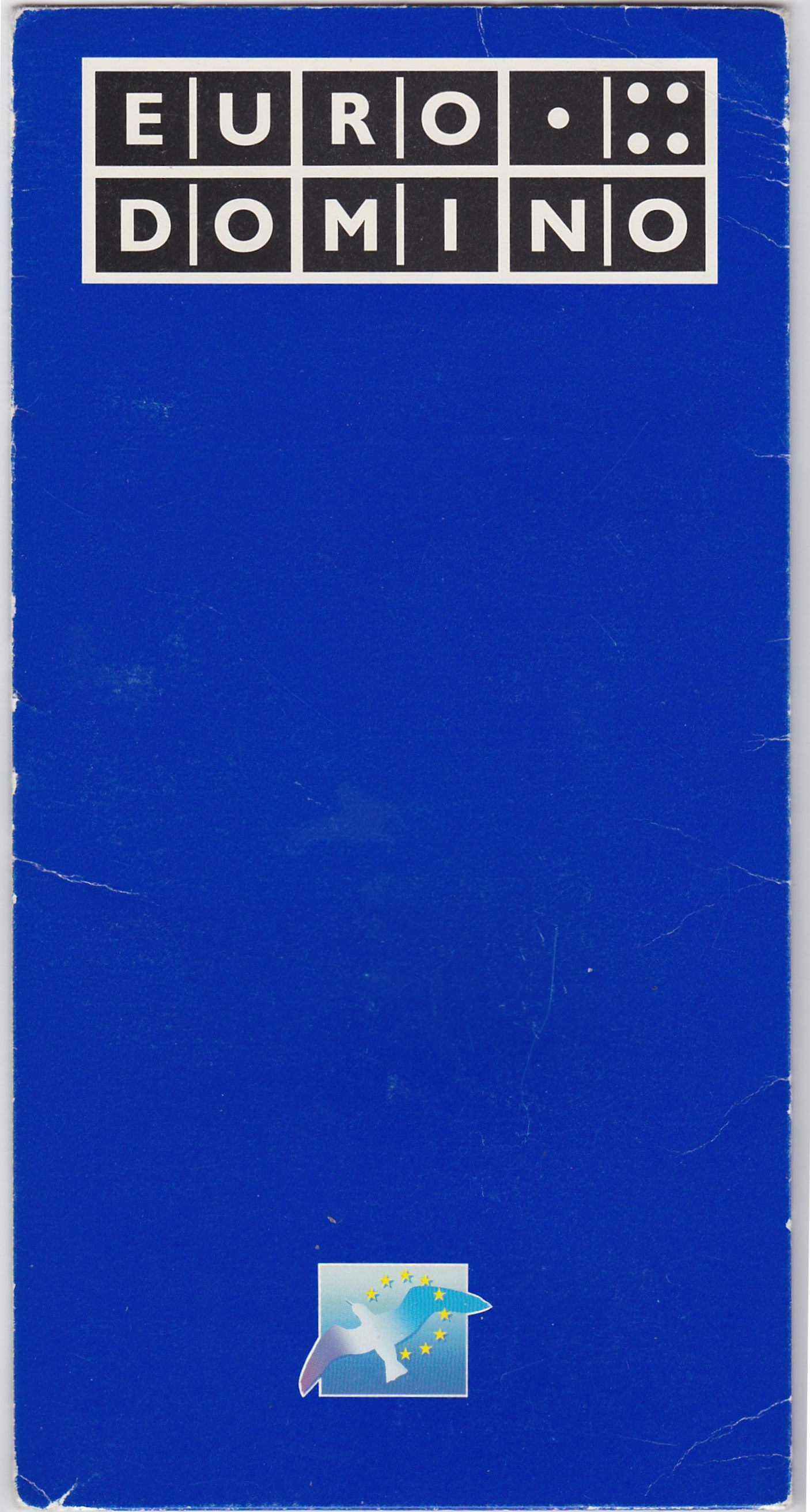
Papphülle für Euro-Domino-Fahrscheine

Euro Domino war ein Passangebot vieler europäischer Eisenbahngesellschaften, einschließlich Russlands, der Türkei und Marokkos bis 31. Mai 2007. Seit 1. April 2007 ersetzt der Interrail One Country Pass dieses Angebot, wobei sich die Preise großteils veränderten.

## Gültigkeit
Die Euro Domino-Tickets gab es mit einer Gültigkeit von drei bis zu acht Tagen. Der Grundpreis ermöglichte drei Tage freie Fahrt in dem gewählten Land. Zu einem Festpreis für jeden weiteren Tag ließ sich die Gültigkeit verlängern. Die Tage konnten innerhalb eines Monats (nicht zwingend eines Kalendermonats) frei gewählt werden und wurden vom Kunden bei Bedarf eingetragen. Den Pass gab es für Kinder (4–12 Jahre), Jugendliche (12–26 Jahre), Erwachsene (26–60 Jahre) und für Senioren (über 60 Jahre). Der Preis lag für Kinder bei der Hälfte des Fahrpreises für Erwachsene, der für Senioren ca. 15 % unter denjenigen der Erwachsenen. Für Jugendliche gab es einen speziellen Preis, der unter dem der Senioren war. Nur für Erwachsene wurde das Angebot auch in der 1. Klasse angeboten.
Euro Domino-Inhaber konnten in fast allen Ländern – anders als Besitzer von Interrailpässen – den Großteil der Züge zuschlagsfrei benutzen. Ausnahme war etwa der Eurostar. Außerdem war Euro Domino nicht für das eigene Wohnsitzland erhältlich. Die Voraussetzung für den Kauf dieses Passes war ein Wohnsitz seit mindestens sechs Monaten in Europa, GUS, Marokko, Tunesien oder Algerien.

## Teilnehmende Länder
Nachdem 2005 Frankreich, Spanien und Italien aus dem Konzept ausstiegen, wurden Euro Domino-Tickets für folgende Länder angeboten: Belgien, Bulgarien, Dänemark, Deutschland, Finnland, Griechenland, Großbritannien, Irland, Kroatien, Luxemburg, Marokko, Mazedonien, Niederlande, Norwegen, Österreich, Polen, Portugal, Rumänien, Russland, Schweden, Schweiz, Serbien&Montenegro, Slowakei, Slowenien, Tschechien, Türkei, Ungarn. Für Deutschland (DB), Österreich (ÖBB) und die Schweiz (SBB) gab es die Grundkarte erst ab vier Gültigkeitstagen.

## Fährverkehr
Es gab zu den Ländern einen 3-Tage-Pass ohne Verlängerungsmöglichkeit für den Adria-Verkehr. Wer das Euro Domino Griechenland für acht Tage besaß, hatte außerdem die Möglichkeit, für die Hin- und Rückfahrt die Fähren von Ancona/Bari nach Patras der Betreiber Superfast und BlueStar kostenlos zu nutzen.

## Vergleich mit Interrail
Im Gegensatz zu Interrail war Euro Domino weitestgehend zuschlagsfrei. Trotzdem mussten auch für Euro Domino in Spanien und Frankreich erheblich hohe Zuschläge für die Nutzung von Hochgeschwindigkeitszügen gezahlt werden. Seit Einführung der Interrail One-Country Pässe ist für die Nutzung von ICE-Zügen grundsätzlich kein Zuschlag mehr zu zahlen. Die Gültigkeitstage waren innerhalb eines Monats außerdem frei zu wählen. Darüber hinaus gab es Euro Domino-Tickets auch für Russland, was einem auch die Fahrt auf der Transsibirischen Eisenbahn bis Wladiwostok ermöglichte.